# Fathi Missaoui
Fathi Missaoui (arabe : فتحي الميساوي), né le 8 janvier 1974, est un boxeur tunisien vivant à Montréal (Canada).

## Carrière
Il remporte la médaille de bronze dans la catégorie super-légers (moins de 63,5 kg) aux Jeux olympiques d'été de 1996 à Atlanta et la médaille d'or dans la catégorie des moins de 67 kg aux Jeux de la Francophonie de 1997 à Antananarivo.
Passé professionnel en 1998, Missaoui devient champion d'Amérique du Nord des super welters NABO en 2000 mais sa carrière s'arrête subitement l'année suivante à cause d'une blessure à l'œil.

## Parcours aux Jeux olympiques
Jeux olympiques d'été de 1996 à Atlanta (poids super-légers) :
- Bat Lee Trautsch (en) (Australie) 25-9
- Bat Francie Barrett (en) (Irlande) 18-6
- Bat Mohamed Allalou (Algérie) 16-15
- Perd contre Oktay Urkal (Allemagne) 6-20